# Anizometrópia
Az anizometrópia az az állapot, amiben a két szem törőereje annyira eltér, hogy az agy nem tudja a két képet összeolvasztani. A jobb és a bal szem törőereje között ekkor legalább 3 dioptria a különbség.
Ez a különbség többféleképpen is megnyilvánul. Lehet az egyik szem fénytörési hibától mentes, a másik rövid- vagy távollátó; lehet mindkét szem rövid- vagy távollátó, de különböző mértékben; végül lehet az egyik szem rövid-, a másik távollátó. Továbbá lehet az egyik, vagy mindkét szem asztigmiás.

## Okai
Az anizometrópiának két fő típusát különböztetik meg. Az egyiket a szemlencse és a szaruhártya különböző törőereje, a másikat a két szemgolyó eltérő felépítése, hossza okozza.

## Következményei
Az anizometrópia zavart okoz a térlátásban. Gyerekeknél, ha mindkét szem rövid vagy távollátó, vagy az egyik szemnek nincs fénytörési hibája, akkor a jobban látó szem elnyomja a rosszabbul látót, mivel a rosszabb szem képét az agy kiszűri. Az elnyomott szem tompalátóvá válik. A tompalátás megszüntetésére takarásos kezelésre, és a fénytörési hibák teljes korrekciójára van szükség. A serdülőkor kezdete után a tompalátás már nem javítható.

## Korrekciója
Az anizometrópia nem korrigálható jól szemüveggel, ezért inkább kontaktlencsét használnak, vagy műtétet végeznek.
Szemüveggel végzett korrekció esetén:
- A két szem különböző méretű képet lát, amiket az agy nem tud egy képpé összeolvasztani
- A két lencse eltérő súlya miatt a súlyeloszlás nem szimmetrikus
- A lencsék amellett, hogy felnagyítják, vagy lekicsinyítik, még el is tolják a képet. Minél vastagabb a lencse, annál nagyobb ez az eltolódás. A két lencse vastagsága közötti több, mint három dioptriás különbség emiatt rejtett kancsalsághoz vezethet
- A két lencse a külső szemlélő számára különböző mértékben nagyítja, vagy kicsinyíti le a szemüveg viselőjének két szemét. Ez akár önértékelési zavarokat is okozhat

## Monovízió
Az anizometrópia egy speciális formája az, amikor az egyik szem rövid-, a másik távollátó. Ez lehetővé teszi, hogy az alany szemüveg nélkül mind közelre, mind távolra jól lásson. Előnye, hogy idős korban is működik, mert nem igényel alkalmazkodást. Hátránya, hogy nem teszi lehetővé a térlátást.
Ez az állapot kialakulhat természetes módon, vagy előidézhető mesterségesen, például szürkehályogműtéttel, vagy korrekcióval. Ez utóbbit monovíziós technikának nevezik. Természetes módon alakult ki ez az állapot például Goethénél.